# 历史极左翼
历史极左翼（義大利語：Estrema Sinistra Storica），最初称为极左翼、激进极端派，简称极端派或民主党，是19世纪下半叶意大利的一个左翼议会党团。它是激进派、共和派和社会主义政治家组成的联盟。它原为意大利统一前历史左翼中的极端派别，在历史左翼的温和派接受萨伏伊家族的领导并建立新的意大利国家后，极左翼成为一个独立的政治团体。